# Grande Prêmio da Grã-Bretanha de 2010
O Grande Prêmio da Grã-Bretanha de 2010, décima corrida da temporada de 2010 da Fórmula 1, foi vencido pelo australiano Mark Webber, da Red Bull Racing. Na largada, ele passou seu companheiro de equipe, Sebastian Vettel, que duas curvas depois teve o pneu traseiro direito de seu carro furado, prejudicando sua corrida. Lewis Hamilton terminou em segundo, e Nico Rosberg completou o pódio na terceira posição. Jenson Button fez uma ótima corrida, largando em 14º e chegou em 4º, e o 5º colocado foi Rubens Barrichello, com a Williams, que também fez boa prova.
Após a etapa em que a metade do campeonato foi alcançada, Lewis Hamilton se manteve na liderança do campeonato de pilotos, seguido pelo companheiro Jenson Button.
Foi a última vez que a corrida teve sua largada após a curva Woodcote. A partir de 2011, a largada será feita após a curva Club. Também houve outras mudanças no traçado, como a adição da curva Magotts, para dar uma sequência à curva Becketts, tornando-se míticas na Fórmula 1.

## Classificação
| Pos | No | Piloto             | Construtor           | Parte 1  | Parte 2  | Parte 3  | Grid |
| --- | -- | ------------------ | -------------------- | -------- | -------- | -------- | ---- |
| 1   | 5  | Sebastian Vettel   | Red Bull-Renault     | 1:30.841 | 1:30.480 | 1:29.615 | 1    |
| 2   | 6  | Mark Webber        | Red Bull-Renault     | 1:30.858 | 1:30.114 | 1:29.758 | 2    |
| 3   | 8  | Fernando Alonso    | Ferrari              | 1:30.997 | 1:30.700 | 1:30.426 | 3    |
| 4   | 2  | Lewis Hamilton     | McLaren-Mercedes     | 1:31.297 | 1:31.118 | 1:30.556 | 4    |
| 5   | 4  | Nico Rosberg       | Mercedes             | 1:31.626 | 1:31.085 | 1:30.625 | 5    |
| 6   | 11 | Robert Kubica      | Renault              | 1:31.680 | 1:31.344 | 1:31.040 | 6    |
| 7   | 7  | Felipe Massa       | Ferrari              | 1:31.313 | 1:31.010 | 1:31.172 | 7    |
| 8   | 9  | Rubens Barrichello | Williams-Cosworth    | 1:31.424 | 1:31.126 | 1:31.175 | 8    |
| 9   | 22 | Pedro de la Rosa   | BMW Sauber-Ferrari   | 1:31.533 | 1:31.327 | 1:31.274 | 9    |
| 10  | 3  | Michael Schumacher | Mercedes             | 1:32.058 | 1:31.022 | 1:31.430 | 10   |
| 11  | 14 | Adrian Sutil       | Force India-Mercedes | 1:31.109 | 1:31.399 |          | 11   |
| 12  | 23 | Kamui Kobayashi    | BMW Sauber-Ferrari   | 1:31.851 | 1:31.421 |          | 12   |
| 13  | 10 | Nico Hülkenberg    | Williams-Cosworth    | 1:32.144 | 1:31.635 |          | 13   |
| 14  | 1  | Jenson Button      | McLaren-Mercedes     | 1:31.435 | 1:31.699 |          | 14   |
| 15  | 15 | Vitantonio Liuzzi  | Force India-Mercedes | 1:32.226 | 1:31.708 |          | 201  |
| 16  | 12 | Vitaly Petrov      | Renault              | 1:31.638 | 1:31.796 |          | 15   |
| 17  | 16 | Sébastien Buemi    | Toro Rosso-Ferrari   | 1:31.901 | 1:32.012 |          | 16   |
| 18  | 17 | Jaime Alguersuari  | Toro Rosso-Ferrari   | 1:32.430 |          |          | 17   |
| 19  | 19 | Heikki Kovalainen  | Lotus-Cosworth       | 1:34.405 |          |          | 18   |
| 20  | 24 | Timo Glock         | Virgin-Cosworth      | 1:34.775 |          |          | 19   |
| 21  | 18 | Jarno Trulli       | Lotus-Cosworth       | 1:34.864 |          |          | 21   |
| 22  | 25 | Lucas di Grassi    | Virgin-Cosworth      | 1:35.212 |          |          | 22   |
| 23  | 20 | Sakon Yamamoto     | HRT-Cosworth         | 1:36.576 |          |          | 23   |
| 24  | 21 | Bruno Senna        | HRT-Cosworth         | 1:36.968 |          |          | 24   |

1.↑  – Vitantonio Liuzzi foi penalizado com a perda de cinco posições no grid por obstruir a volta rápida de Nico Hülkenberg.

## Corrida
| Pos | No | Piloto             | Equipe               | Volta | Tempo/Aband.    | Grid | Pontos |
| --- | -- | ------------------ | -------------------- | ----- | --------------- | ---- | ------ |
| 1   | 6  | Mark Webber        | Red Bull-Renault     | 52    | 1:24.38.200     | 2    | 25     |
| 2   | 2  | Lewis Hamilton     | McLaren-Mercedes     | 52    | +1.360          | 4    | 18     |
| 3   | 4  | Nico Rosberg       | Mercedes             | 52    | +21.307         | 5    | 15     |
| 4   | 1  | Jenson Button      | McLaren-Mercedes     | 52    | +21.986         | 14   | 12     |
| 5   | 9  | Rubens Barrichello | Williams-Cosworth    | 52    | +31.456         | 8    | 10     |
| 6   | 23 | Kamui Kobayashi    | BMW Sauber-Ferrari   | 52    | +32.171         | 12   | 8      |
| 7   | 5  | Sebastian Vettel   | Red Bull-Renault     | 52    | +36.734         | 1    | 6      |
| 8   | 14 | Adrian Sutil       | Force India-Mercedes | 52    | +40.932         | 11   | 4      |
| 9   | 3  | Michael Schumacher | Mercedes             | 52    | +41.599         | 10   | 2      |
| 10  | 10 | Nico Hülkenberg    | Williams-Cosworth    | 52    | +42.012         | 13   | 1      |
| 11  | 15 | Vitantonio Liuzzi  | Force India-Mercedes | 52    | +42.459         | 20   |        |
| 12  | 16 | Sébastien Buemi    | Toro Rosso-Ferrari   | 52    | +47.627         | 16   |        |
| 13  | 12 | Vitaly Petrov      | Renault              | 52    | +59.374         | 15   |        |
| 14  | 8  | Fernando Alonso    | Ferrari              | 52    | +1:02.385       | 3    |        |
| 15  | 7  | Felipe Massa       | Ferrari              | 52    | +1:07.489       | 7    |        |
| 16  | 18 | Jarno Trulli       | Lotus-Cosworth       | 51    | +1 volta        | 21   |        |
| 17  | 19 | Heikki Kovalainen  | Lotus-Cosworth       | 51    | +1 volta        | 18   |        |
| 18  | 24 | Timo Glock         | Virgin-Cosworth      | 50    | +2 voltas       | 19   |        |
| 19  | 20 | Sakon Yamamoto     | HRT-Cosworth         | 50    | +2 voltas       | 23   |        |
| 20  | 21 | Bruno Senna        | HRT-Cosworth         | 50    | +2 voltas       | 24   |        |
| Ret | 17 | Jaime Alguersuari  | Toro Rosso-Ferrari   | 45    | Acidente        | 18   |        |
| Ret | 22 | Pedro de la Rosa   | BMW Sauber-Ferrari   | 29    | Asa             | 9    |        |
| Ret | 11 | Robert Kubica      | Renault              | 19    | Transmissão     | 6    |        |
| Ret | 25 | Lucas di Grassi    | Virgin-Cosworth      | 10    | Pressão de Óleo | 22   |        |

## Tabela do campeonato após a corrida
Observe que somente as seis primeiras posições estão incluídas na tabela.